# Mercey-le-Grand
Mercey-le-Grand är en kommun i departementet Doubs i regionen Bourgogne-Franche-Comté i östra Frankrike. Kommunen ligger i kantonen Audeux som tillhör arrondissementet Besançon. År 2022 hade Mercey-le-Grand 531 invånare.

## Befolkningsutveckling
Antalet invånare i kommunen Mercey-le-Grand
Referens:INSEE